# Concili de Siena
El Concili de Siena va ser un concili inacabat i, per tant, no oficialment reconegut com a tal celebrat el 1423 a instàncies del Papa Martí V. Es van condemnar les heretgies de Jan Hus i John Wyclif i es van intentar dur a termes reformes al catolicisme, reformes que van ser vistes com a perilloses, pel risc de nous cismes i, per tant, avortades (la majoria se centraven a donar més poder a les comunitats locals, per interès francès). En clausurar el concili es va decidir traslladar la discussió a Suïssa, lluny del poder dels funcionaris papals.